# Rinkens riddare
Rinkens riddare je hokejová trofej udělovaná každoročně na nejslušnějšího hráči ligy Svenska hockeyligan. Trofej byla předávána od roku 1963 do 1978, po uplynutí dvaceti let byla znovu předávána. Jediný cizinec, který tuto trofej získal byl český obránce František Kaberle v roce 1999. V roce 2010 nezískal trofej žádný hráč nebo trenér ale rozhodčí Wolmer Edqvist. V roce 2015 vyhrál trofej předseda Johan Köhler.

## Držitelé Rinkens riddare

### 1963-1978
| Sezóna    | Hráč                   | Tým                   |
| --------- | ---------------------- | --------------------- |
| 1962/1963 | Hans Öberg             | Gävle GIK             |
| 1963/1964 | Sven Tumba             | Djurgårdens IF Hockey |
| 1964/1965 | Lars-Eric Lundvall     | Västra Frölunda IF    |
| 1965/1966 | Roland Stoltz          | Djurgårdens IF Hockey |
| 1966/1967 | Nisse Nilsson          | Leksands IF           |
| 1967/1968 | Leif Holmqvist         | AIK                   |
| 1968/1969 | Lars Bylund            | Brynäs IF             |
| 1969/1970 | Håkan Wickberg         | Brynäs IF             |
| 1970/1971 | Nils "Nicke" Johansson | Färjestad BK          |
| 1971/1972 | Jan-Erik Lyck          | Brynäs IF             |
| 1972/1973 | Lars-Erik Sjöberg      | Västra Frölunda IF    |
| 1973/1974 | Ulf Mårtensson         | Leksands IF           |
| 1974/1975 | Olle Åhman             | Timrå IK              |
| 1975/1976 | Kent-Erik Andersson    | Färjestad BK          |
| 1976/1977 | Per-Olov Brasar        | Leksands IF           |
| 1977/1978 | Stig Larsson           | Djurgårdens IF Hockey |

### 1998-Současnost
| Sezóna                      | Hráč              | Tým                   |
| --------------------------- | ----------------- | --------------------- |
| 1997/1998                   | Patric Kjellberg  | Djurgårdens IF Hockey |
| 1998/1999                   | František Kaberle | MODO Hockey           |
| 1999/2000                   | Mats Lindberg     | AIK Ishockey          |
| 2000/2001                   | Mikael Johansson  | Djurgårdens IF Hockey |
| 2001/2002                   | Mattias Weinhandl | MODO Hockey           |
| 2002/2003                   | Johan Davidsson   | HV71                  |
| 2003/2004                   | Johan Davidsson   | HV71                  |
| 2004/2005                   | Johan Davidsson   | HV71                  |
| 2005/2006                   | Fredrik Bremberg  | Djurgårdens IF Hockey |
| 2006/2007                   | Anders Söderberg  | Skellefteå AIK        |
| 2007/2008                   | Kenny Jönsson     | Rögle BK              |
| 2008/2009                   | Jörgen Jönsson    | Färjestad BK          |
| 2009/2010                   | neudělena         | neudělena             |
| 2010/2011                   | Andreas Dackell   | Brynäs IF             |
| 2011/2012                   | Jakob Silfverberg | Brynäs IF             |
| 2012/2013                   | Jesper Fasth      | HV71                  |
| 2013/2014                   | Oscar Möller      | Skellefteå AIK        |
| 2014/2015                   | neudělena         | neudělena             |
| 2015/2016                   | Daniel Viksten    | Örebro HK             |
| 2016/2017                   | Martin Thörnberg  | HV71                  |
| 2017/2018                   | Jonathan Dahlén   | Timrå IK              |
| 2018/2019                   | Markus Ljungh     | HV71                  |
| 2019/2020                   | neuděleno         |                       |
| 2020/2021                   | Oscar Möller      | Skellefteå AIK        |
| 2021/2022                   | Erik Gustafsson   | Luleå HF              |
| 2022/2023                   | Joel Persson      |                       |
| 2023/2024                   | Pontus Näsén      |                       |
| Zdroj na eliteprospects.com |                   |                       |